# La Ciénega, Olinalá
La Ciénega är en ort i Mexiko.   Den ligger i kommunen Olinalá och delstaten Guerrero, i den sydöstra delen av landet, 180 km söder om huvudstaden Mexico City. La Ciénega ligger 1 593 meter över havet och antalet invånare är 167.
Terrängen runt La Ciénega är kuperad. Runt La Ciénega är det ganska glesbefolkat, med 28 invånare per kvadratkilometer. Närmaste större samhälle är Huamuxtitlán, 15,5 km öster om La Ciénega. I omgivningarna runt La Ciénega växer huvudsakligen savannskog.